# Den Islamiske Samarbejdsorganisation
Den Islamiske Samarbejdsorganisation (engelsk: Organisation of Islamic Cooperation, tidligere Organisation of the Islamic Conference, begge forkortet OIC, hvilken forkortelse også sommetider anvendes i danske medier) er en mellemstatslig organisation med 57 medlemslande, hvis formål er at styrke den islamiske verden gennem et formaliseret samarbejde.

## Organisation
Organisationen består i 2023 af 57 lande fra Mellemøsten, Nordafrika, Vestafrika, Centralasien, Sydøstasien og Sydasien (det indiske subkontinent). Derudover har fem lande observatørstatus, nemlig Bosnien-Hercegovina, Den Centralafrikanske Republik, Thailand, Rusland og Nordcypern, ligesom forskellige andre mellemstatslige organisationer og grupper deltager i organisationens møder med observatørstatus. Islam er ikke nødvendigvis den mest udbredte religion i hver af organisationens medlemslande. Ifølge worlddata.info udgjorde muslimer mindre end 50 % af indbyggerne i 10 af OIC's medlemslande i 2023.
OIC har hovedkvarter i Jeddah i Saudi-Arabien. Organisationen ledes af en generalsekretær, der vælges af alle medlemslande en gang hvert fjerde år. Organisationens øverste besluttende myndighed er et møde for alle medlemslandenes statsoverhoveder hvert tredje år. OIC's officielle sprog er arabisk, engelsk og fransk, og den har permanente delegationer tilknyttet FN og EU. Tilsammen har medlemslandene en befolkning på omkring 1,8 mia. mennesker. Det gør OIC til den næststørste mellemstatslige organisation i verden efter Forenede Nationer.

## Historie
Organisationen blev til på et initiativ af den saudiske kong Faisal i 1969. OIC's første møde, hvor 24 lande deltog, fandt sted i Rabat i Marokko den 25. september 1969 som en reaktion på angrebet på Al-Aqsa Moskéen i Jerusalem den 21. august 1969.
Siden 1990'erne har der været betydelige spændinger mellem organisationens medlemslande.
I 2005 fordømte OIC på et ekstraordinært møde offentliggørelsen af de danske Muhammed-tegninger, men tog samtidig afstand fra voldelige demonstrationer imod tegningerne. I 2023 fordømte OIC afbrændingen af koraner i Sverige og Danmark.

## Formål
OIC’s primære mål i henhold til organisationens egen udlægning er at:
- fremme solidaritet, konsolidere sig ved økonomisk, socialt, kulturelt, videnskabeligt, teknisk og andet samarbejde mellem alle medlemslandene.
- bestræbe sig for at eliminere raceadskillelse og diskrimination og modsætte sig kolonisation under alle former.
- støtte det palæstinensiske folk i dets kamp for at genvinde dets nationale rettigheder og tilbagevenden til dets hjemland.
- støtte alle muslimer i deres kamp for at for at sikre deres værdighed, selvstændighed og nationale rettigheder.